# Marlieria
Marlieria é um género botânico pertencente à família Myrtaceae.